# 安部幸夫
安部 幸夫（あべ ゆきお、1968年6月20日 - ）は、地方競馬の名古屋競馬場安部弘一厩舎に所属していた元騎手、現調教師である。

## 来歴
1987年10月18日に初騎乗を果たし、同年10月23日に初勝利。
1997年6月22日、中央競馬（JRA）初騎乗を果たす。11月2日JRA初勝利。
2005年6月5日、中京競馬の愛知杯でマイネソーサリスに騎乗し優勝、中央重賞初勝利。 
2007年11月15日第17回名古屋競馬2日目第9競走愛知県畜産特別（A2）をイブキオトヒメで優勝（10頭立て1番人気）し、13429戦目で地方競馬通算2000勝達成。
2010年11月23日第14回笠松競馬2日目第6競走篠田実退職記念（C22）をクリノタッチンハネで優勝（10頭立て4番人気）し、16544戦目で地方競馬通算2500勝達成。
2011年6月22日第6回名古屋競馬2日目第5競走サラ系C11組条件戦をキングタキシードで優勝（10頭立て2番人気）し、17009戦目で地方競馬通算2600勝達成。
2012年3月30日から4ヶ月間の予定で釜山慶南競馬場で期間限定騎乗を行っている。
2016年7月13日、地方競馬の調教師・騎手合格者が発表され、調教師試験に合格。2016年8月1日付けで調教師に転身する。

## 主な騎乗馬
- ハヤブサモン（1990年・1991年名古屋大賞典、1992年新春グランプリ）[1]
- ブラウンシャトレー（2000年サラブレッドチャレンジカップなど）[1]
- マイネソーサリス（2005年愛知杯）
- マイネルスケルツィ（2006年きさらぎ賞3着）
- ソリッドプラチナム（2006年マーメイドステークス）
- キングスゾーン（2007年サマーチャンピオンなど）[1]
- エンブリオ（2008年きさらぎ賞3着）